# 伦纳德诉百事可乐公司案

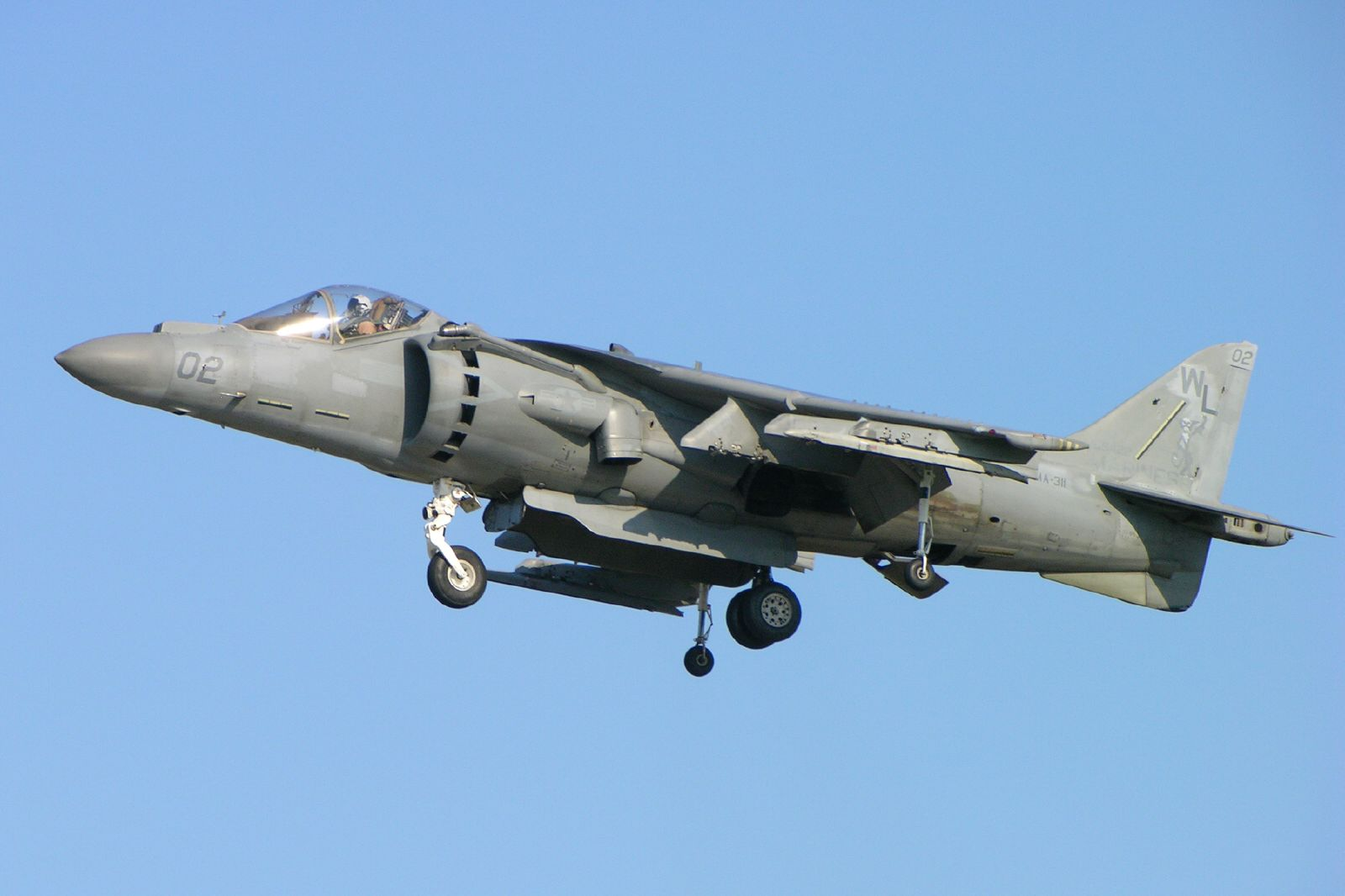
一架据称属于原告的 AV-8猎鹰II式喷气式飞机

伦纳德诉百事可乐公司案，【88 f. Supp.2d 116，(s.d.n.y. 1999) ，210 f. 3d 88(2 d Cir.2000)】，也称百事可乐积分案，是美国纽约南部联邦地区法院在1999年审理的一个合同案件。原告约翰·伦纳德（John Leonard）起诉百事公司 ，试图强制执行一项“要约”：以700万百事点数，换取百事公司在一则电视广告中播放过的AV-8猎鹰II式喷气式飞机（当时价值3380万美元）。百事公司辩称，这仅仅是广告的幽默设计。

## 程序经过
原告认为百事可乐公司存在违约和欺诈行为，并要求索赔。该案最初在佛罗里达州起诉，但最终在纽约州审理。根据联邦民事诉讼规则第56条，被告百事公司提出即决判决动议。伦纳德的诉讼请求中称“仅一名联邦法官没有能力就此事作出裁决。本案应由‘百事可乐一代’组成的陪审团作出裁决。”他称该广告构成对“百事可乐一代”全体要约。

## 事实
法庭对电视广告的相关部分描述如下：
|  | 广告的开头有三个小男孩坐在教学楼前。坐在中间的孩子在看他手中印着百事可乐图案的书，两边的小孩在喝百事可乐。军队经过，这三个孩子惊讶地看着一个他们头顶上的飞行物。这时喷气式飞机还不清晰，但观众已经能察觉到那可能是一架飞机。飞机引擎产生的大风已经让教室里一片狼藉，而教室里正上着明显枯燥乏味的物理课。随后，喷气式飞机出现在视野中，降落在教学楼旁紧靠着自行车架的地方。学生奔跑躲避，一个倒霉的教职员被大风吹到只剩内衣。这时，旁白说：“现在，喝越多的百事，得到的奖品越惊人。” 战斗机驾驶舱中钻出一个小伙子，没戴头盔，手持一瓶百事可乐。“他看起来真高兴”他大笑着，“这当然比坐巴士强。”最后响起军鼓声，旁白说“7,000,000百事点数可以换一架猎鹰战斗机。”几秒钟后，另一个浑厚的声音说“喝百事，赢好物。”广告在欢快的音乐中结束。 |

原告没有通过购买百事公司的产品集齐7,000,000百事点数，但是他发送了一张为规则所允许的700,008.50美元的保付支票。伦纳德原本持有15个百事点数，又以每个点数0.1美元的价格支付了剩下的6,999,985个点数以及10美元的运费和手续费。

## 判决
伍德法官主持的法庭驳回了伦纳德的诉求，并以如下理由驳回了追偿百事公司的诉讼请求。
1. 虽然广告中出现了有喷气式飞机的桥段，但依据《合同法重述（二）》（英语：Restatement (Second) of Contracts），法庭认为该桥段并不构成一个要约。
2. 法庭同时认为，即使该广告桥段构成一个要约，一个理性谨慎的人[註 2]也难以相信百事公司计划以七百万百事点数，也就是七十万美元的价格卖出一架价值大约两千三百万美元的飞机。这显然是一种夸张表达。
3. 涉案合同存在合同价值意味着它应当归于《欺诈法》（英语：Statute of Frauds）管辖，但适用该法以双方签订书面合同为前提。本案中双方并未签订一个书面合同，因此合同尚未成立。[5]

为进一步证明其结论，即涉案广告“显然是在开玩笑”，“乘猎鹰战机上学是一个少年的不着边际的想法”，法院对广告的性质和内容提出了下面几项意见。
|  | - 广告中那个稚嫩的小伙子不可能是一个飞行员，我们甚至不敢相信他能拿到他父母的汽车钥匙，更不用说驾驶美国海军陆战队的战机了。 - 这个小伙子说：“驾驶一架战机上学‘绝对比坐公交车棒’”据我们所知，在居民区驾驶战机是危险且困难的。而这句话，传达出这个小伙子这种后果的放任。 - 任何学校都不会为这架“学生战机”提供一个降落场地，同样也没有任何学校能容忍这架飞机降落时所带来的混乱。 |

法庭还指出：
|  | 众所周知，猎鹰战机在摧毁地面和空中目标、武装侦察和空中拦截、以及进攻性和防御性空中作战方面都有着强大的能力。鉴于此，若该飞机能以消除其军用潜力的方式收购，那么，正如原告所说，开飞机上学还算正常。 |

该判决被上诉至美国联邦第二巡回上诉法院，法院作出了一个简短的上诉法庭意见：“我们大体同意伍德法官如此判决，并认可他的判决理由”。

## 结果
百事继续投放这则商业广告，但是将兑换猎鹰战斗机所需的百事点数提高到七亿点，并在广告中植入了一个免责声明，澄清“这只是个玩笑”。
五角大楼发布声明称：“未经‘去军事用途化’的猎鹰战斗机不可能被出售给个人。而“去军事用途化”包括剥夺其垂直起降的能力。”

## 影集
2022年11月17日，Netflix的迷你影集《百事可樂，說好的戰鬥機呢？》首映，共四集，講述這起法律攻防戰。